# Manfred Posch
Manfred Posch  (* 18. Februar 1943 in Wien; † 1. Juli 2016) war ein österreichischer Journalist, Schriftsteller, Bergschriftsteller, Alpinist und Amateurastronom.

## Leben
Manfred Posch gehörte von 1964 bis Dezember 2006 durchgehend der Redaktion der Kärntner Tageszeitung und deren Vorläufer-Zeitung Die neue Zeit an.  Der Journalist und Buchautor leitete unter anderem das Kultur-, Feuilleton- und Kärnten-Ressort. Er war stellvertretender Chefredakteur und die letzten fünf Jahre seines Berufslebens hindurch Chefredakteur des Blattes. Als Leiter der Klagenfurter Sternwarte und Obmann der Astronomischen Vereinigung Kärntens profilierte sich Posch im Bereich der Erwachsenenbildung. Als Literat und Publizist trat Posch mit Lyrik und Prosa sowie mit zahlreichen Veröffentlichungen über die Musiklandschaft Kärnten, Astronomie und Alpines hervor.
Posch galt auch als langjähriger journalistischer Förderer des Nationalparks Hohe Tauern, in dem er Hunderte von Touren unternahm. Zu seiner „Bergheimat“ zählten die Karawanken. Die höchste Erhebung der Karawanken, den 2237 Meter hohen Hochstuhl, hatte Posch (bis zum Jahr 2010) 76 Mal bestiegen.
Manfred Posch war verheiratet. Gemeinsam mit seiner Frau Ilse zog er vier Kinder groß. 2007 immatrikulierte er an der Universität Klagenfurt, wo er vorerst ein Studium Liberale begann. Ab 2008 studierte Posch als ordentlicher Hörer der Kärntner Alpen-Adria-Universität Bildungs- bzw. Erziehungswissenschaften, Psychologie und Philosophie. Ab 2008 fungierte er als Vorsitzender der Jury des „Kärntner Lyrikpreises“, in welcher auch Büchner-Preisträger Josef Winkler aufscheint.

## Journalistische Arbeit
Manfred Posch veröffentlichte zahlreiche naturwissenschaftliche Publikationen und war Kulturredakteur und Fachjournalist für medizinische Themen. Lange Jahre war er Autor der Bergsteigerrubrik Höher hinaus in der „Kärntner Tageszeitung“. Ab 1973 gab er die Zeitschrift Sternenwelt (Beiträge zur astronomischen Forschung) heraus. Ab 1986 wirkte Manfred Posch als stellvertretender Chefredakteur der Kärntner Tageszeitung, 2001 wurde er zum Chefredakteur bestellt. Jahrelang ging er einer über Kärnten hinausreichenden Vortragstätigkeit nach.

## Alpine Unternehmungen
Seine bergsteigerische Tätigkeit entfaltete er in weiten Bereichen der Alpen, insbesondere in den Hohen Tauern in Salzburg, Kärnten und Osttirol, in den Gurktaler Alpen (Nockbergen) und in den Julischen Alpen. Anlässlich von Sonnenfinsternis-Exkursionen bestieg er den Kilimandscharo zweimal und den Elbrus. 1981 stand er auf dem Gipfel des mexikanischen Vulkans Popocatépetl.

## Auszeichnungen
2006 erhielt Posch für sein Lebenswerk, zu dem auch Bücher über Musik, Literatur und die Berge zählen, zwei Auszeichnungen: Die Republik Österreich verlieh ihm den Titel Professor und Kärnten das Große Goldene Ehrenzeichen des Landes Kärnten.
2007 wurde Manfred Posch von Diözesanbischof Alois Schwarz mit der Päpstlichen Auszeichnung Ritter des Ordens vom Heiligen Papst Silvester gewürdigt.
Für Poschs Verdienste zur Popularisierung der Astronomie wurde am 15. Juni 2011 der Asteroid 1991 RC3 nach ihm benannt. Er trägt den Namen (32821) Posch. Die Benennung erfolgte durch das Minor Planet Center der Internationalen Astronomischen Union (IAU). Der Vorschlag, den am Karl-Schwarzschild-Observatorium (Thüringer Landessternwarte) von den Fachastronomen Lutz D. Schmadel und Freimut Börngen entdeckten Asteroiden 1991 RC3 nach Posch zu benennen, erfolgte durch den emeritierten Vorstand des Astronomischen Instituts der Universität Graz, Hermann Haupt. (32821) Posch läuft innerhalb des sich zwischen den Planeten Mars und Jupiter befindlichen Asteroidengürtels um die Sonne. Der Himmelskörper ist vermutlich zwischen vier und sechs Kilometer groß.
2015 kam Poschs neuestes Buch, ein Haiku-Poesieband, heraus. Illustration: Gabriele Russwurm-Biró. Die Präsentation des Werkes erfolgte im technisch auf den neuesten Stand gebrachten Klagenfurter Sternentheater. Im selben Jahr wurde Manfred Posch Mitglied des PEN-Club.

## Werksauswahl
- Am Glasweiher. Gedichte, 1963
- Singendes Kärnten. Streifzug durch eine Chorlandschaft, 1982
- Singendes, klingendes, buntes Kärnten, 1983
- Almen, Grate, Gipfelträume. Die schönsten Kärntner Bergtouren, 1984 (mehrere Auflagen)
- Zauberreich Karawanken. Die schönsten Touren, Kärntner Druck- und Verlagshaus, Klagenfurt 1997, ISBN 3-85391-143-9.
- Reißeck, Kreuzeck. Die schönsten Touren, Kärntner Druck- und Verlagsgesellschaft, Klagenfurt 2000, ISBN 3-85391-176-5.
- Milchstraßenschimmer, 2015, Haiku-Dichtungen zu verschiedenen Lebenskapiteln und -situationen, illustriert mit Fotos von Gabriele Russwurm-Biró[2]